# Red Bull RB7
Red Bull RB7 — гоночний автомобіль з відкритими колесами команди Red Bull Racing, розроблений і побудований під керівництвом Едріана Ньюї для участі в гонках Формули-1 сезону 2011 Формули-1.

## Історія
Машина була представлена 1 лютого 2011 року на трасі імені Рікардо Тормо у Валенсії, де з 1 по 3 лютого команда провела перші тести нового боліда.